# Avenida de América (Madrid)
La avenida de América es una calle situada al nordeste de la ciudad de Madrid. Comienza su recorrido como prolongación de la calle de María de Molina, en su cruce con la calle de Francisco Silvela, y termina en la avenida de Aragón (posterior Autovía del Nordeste) a la altura del nudo de Eisenhower (autopista M-14).

## Recorrido

### Primer tramo
La calle comienza su recorrido haciendo de divisoria entre los distritos de Chamartín y Salamanca, donde se encuentra el intercambiador de Avenida de América (intercambiador de transportes), nudo de transportes que enlaza la estación de Avenida de América con la terminal de autobuses urbanos e interurbanos del mismo nombre. También en este punto se encuentra la sede de la UGT (UGT).
En este primer tramo se erigen algunos edificios característicos, como es el Hotel Puerta de América, cuyo y diseño y decoración ha corrido a cargo de artistas como Jean Nouvel, Zaha Hadid, Arata Isozaki o Javier Mariscal, que han dado al edificio un gran colorido y una estructura de líneas modernistas.
Junto al hotel se encuentra el edificio Torres Blancas, obra de Francisco Javier Sáenz de Oiza, diseñado en 1961, y construido entre 1964 y 1969. Con este edificio, el primer proyecto internacionalmente conocido del autor, Sáenz de Oiza ganó el premio de la Excelencia Europea en 1974. La torre destaca más por su diseño, vanguardista, con predominio de la línea curva, que por su altura, ya que con sus 71 metros se ve casi cuadruplicado por otros edificios de la ciudad.

### Cruce con la M-30
Tras un kilómetro en dirección nordeste, la avenida cruza la vía de circunvalación M-30, para entrar convertirse a autovía y adentrarse a continuación en el distrito de Ciudad Lineal.
En este punto se encuentra el edificio que alberga la sede en Madrid de la compañía eléctrica Naturgy.
Siguiendo la misma dirección, a los 800 m abandona el distrito de Ciudad Lineal para ser límite entre los distritos de Hortaleza y San Blas-Canillejas.
Antes de acabar este tramo, pasa por debajo de una gran rotonda que comunica la calle de Alcalá y la avenida de Logroño entre sí.

### Cruce con la M-40
Tras pasar por el nudo de Canillejas, la avenida pasa bajo la autopista de circunvalación M-40, pasando en ese punto a ser límite entre el distrito de San Blas-Canillejas y el de Barajas. Poco después termina su recorrido cambiando de nombre a avenida de Aragón, a la altura del Nudo de Eisenhower (cruce con la M-14), que posteriormente se convertirá en la Carretera de Barcelona a la altura del puente de San Fernando, cruzando España hasta su extremo nororiental, y enlazando con la red francesa de carreteras.